# なごり雪 (映画)
『なごり雪』（なごりゆき）は、2002年9月28日に公開された大林宣彦監督の日本映画作品。伊勢正三作詞・作曲の楽曲「なごり雪」をモチーフとする。映画の原案も伊勢正三による。

## 作品概要
大林宣彦監督により大分三部作として構想された中の第一作。旧友の妻が交通事故で危篤状態にあるとの呼び寄せで、50歳を迎えた男が28年ぶりに故郷・臼杵市に帰郷する。津久見市出身の伊勢正三の『なごり雪』をモチーフに、淡い青春の想い出を描く。
臼杵の古い街並みが残る二王座でのうすき竹宵や、臼杵磨崖仏での石仏火祭りなど、臼杵各地で撮影が行われたほか、大分市や旧・宇目町（現・佐伯市）でもロケが行われている。
映画内の登場人物のセリフとして、楽曲『なごり雪』の歌詞をそのまま使うという、実験的な試みがなされている。
映画会社大映が手がけた最後の制作・配給作品となった。（2002年10月に角川書店へ新旧分離方式で事業譲渡し、角川大映映画（現・KADOKAWA）に承継）
DVDソフト版では、冒頭にテレビのアスペクト比の調整を促すデモンストレーションが収録されている。

## ストーリー
2001年の初秋、東京でサラリーマン生活を送る50才の梶村祐作は妻に捨てられた。妻の”さと子“に戻る意志は無く、子供も親戚も、親しい友人も居ない孤独な我が身に絶望する祐作。そんな祐作の元に故郷から一本の電話が入った。それは、幼馴染の雪子が交通事故で意識不明の重体だという知らせだった。翌日の朝、祐作は28年ぶりに故郷へ向かった。
高校時代まで、祐作は大分県の臼杵市という静かな田舎町で暮らしていた。母一人子一人の境遇だったが、親友の健一郎や、祐作を慕う女子中学生の雪子らと兄弟姉妹のように暮らす祐作。だが、東京の大学に合格した祐作は上京し、家業を継いだ健一郎と一人娘の雪子は田舎に残った。
大学のサークル活動を優先して、長期休暇でも故郷に戻らなくなる祐作。やっと帰省した時、祐作は学友の美しい"さと子"を同伴していた。それでも健気に「来年の春には綺麗になる」と、祐作に訴える高校生の雪子。だが、その頃の祐作にとって、雪子は妹のような存在だった。
その年の冬に、祐作の母が急死した。葬儀の席で当然のように祐作の隣りに座る"さと子“。雪子を案じた健一郎が雪子の家に忍び込むと、雪子は自室のベッドの脇でカミソリを手にしていた。慌ててカミソリを取り上げた拍子に、掌に深い傷を負う健一郎。
病院で28年ぶりに昏睡状態の雪子と面会する現在の祐作。雪子は健一郎の妻となり、夫婦の間には娘の夏帆も生まれていた。祐作の母の葬儀の晩に雪子がカミソリを持っていた事について、夫婦となっても詮索はしなかったと話す健一郎。あの晩、雪子は「違う！」と叫んでいた事を思い出す祐作。雪子は本当に自殺を図ったのか？　
そんな二人の前に若い娘の姿で現れる雪子。カミソリは、枕を裂いて中身の極小ビーズを取り出す為のものだった。滅多に雪の降らない臼杵で雪の様に白いビーズを撒くことは、雪子にとって幸運のおまじないだったのだ。そう語って若い雪子が消えた時、病院から、入院中の雪子が危篤との報が入った。

## キャスト
- 梶村祐作 - 三浦友和
- 祐作・過去 - 細山田隆人
- 水田健一郎 - ベンガル
- 水田・過去 - 反田孝幸
- 雪子 - 須藤温子
- 菅井とし子 - 宝生舞
- 槙弘美 - 日高真弓
- 杉田良一 - 田中幸太朗
- 新谷由梨絵 - 斎藤梨沙
- 水田夏帆 - 長澤まさみ
- 弘美の父 - 小野恒芳
- 弘美の母 - 大谷孝子
- 弘美の弟 - 広瀬大亮
- テニス部員 - 山本佳奈
- テニス部員 - 山本梨香
- テニス部員 - 赤嶺徳幸
- テニス部員 - 荒瀬貴子
- 弘美の愛犬 - 峰岸マック
- 雪子・三歳 - 東明里
- 雪子・現在 - 安東衣世
- 看護婦 - 前田麻子
- 医師 - 小形雄二
- 水田の母 - 津島恵子（特別出演）
- 梶村道子 - 左時枝

## スタッフ
- 監督：大林宣彦
- プロデューサー：大林恭子、山崎輝道、福田勝
- 原案：伊勢正三「なごり雪」
- 主題歌：「なごり雪」伊勢正三自身が歌っている。
- 脚本：南柱根、大林宣彦
- 撮影：加藤雄大
- 美術：竹内公一
- 衣装：千代田圭介
- 編集：大林宣彦、内田純子
- 音楽：山下康介、學草太郎
- 撮影協力：大分県、臼杵市、臼杵市商工会議所、竹田市、宇目町、野津町　ほか

## ロケ地
- JR九州日豊本線上臼杵駅 - 劇中の臼杵駅の外観
- JR九州日豊本線重岡駅 - 劇中の臼杵駅のホーム
- 臼杵磨崖仏 - 石仏火祭りの会場
- 大分県立大分雄城台高等学校 - 劇中の臼杵風成高校
- 虹澗橋
- 黒島
- 岡城

## 製作経緯
1950年以降、毎年春に日本各地で開催される全国植樹祭は、式典に天皇・皇后も出席する、各地域にとっては威信のかかった重要行事であるが、2000年4月23日に開催予定の大分植樹祭は平松守彦大分県知事の意向で、例年の電通などの大手広告代理店を入れて実施するのではなく、地元の人々の力でやろうと考えた。そこで指名された地元の若者が、1998年に植樹祭の演出を大林に依頼をしてきた。当初は気乗りがしなかったが、大分側の熱意に打たれた大林はその後2年間、植樹祭の準備のため、頻繁に大分を訪れ、最終的に植樹祭を成功させた。その過程で、大分の各地域を回り、当地にはまだ高度成長により破壊されていない美しい「地域」があることを知る。その中で大林が注目したのが、海沿いの町、臼杵であった。実は大林を口説きに来た若者の本当の目的も、大林に大分の、しかも臼杵で映画を撮ってほしいというものだった。2001年に大林が夫婦旅行で臼杵市を訪ねた際、後藤國利市長が、かつての市民運動の話をしてくれ「高度経済成長の真っただ中、セメント工場の誘致を市民が阻止した。私たちはふるさとを守った」と言った。「これは自身のふるさとの尾道でやってきたことと同じだ」と感銘を受けた。大林は後藤市長から「映画なんて撮ってくれるな」「この町の穏やかさ、静かさを守りたい。そっとしておいてください。映画はやってくださるな」「静かな街づくりを始めたのに、観光客にたくさん来られたら困る」などと言われた。誘致したいという話はあっても「撮らないで」と言われたのは大林も初めてで新鮮だった。これに対し大林は「こういう町でこそ、映画をつくりたいんだ」と後藤を口説き、後藤も大林監督ならありのままの臼杵を描いてくれるだろうと共感し、映画の製作が決まった。それで『なごり雪』からはじまり『22才の別れ』へと続く"大分映画"が生まれた。
大分で映画を撮るというアイデアだけは生まれたが、「どんな映画を」ということは
何もなかった。その時大林の頭に浮かんだのが、大分出身のシンガーソングライター・伊勢正三だった。そこで大林は、伊勢正三の二つの名曲、「なごり雪」と「22才の別れ」をモチーフに、自ら脚本を書き上げ、それぞれ2本の"大分映画"を撮った。当初は、"大分映画"も三部作という約束があったとされる。「なごり雪」の歌詞をそのままセリフにするなど、大林らしい実験的要素もある。
大林は本作をきっかけにその土地の歴史や伝統を題材にした「古里映画」作りを始めた。大林は「街灯がなくて恥ずかしがっていた地方が、星がきれいに見えるというように変わってきた。かつては『負』だったものを文化として再評価する機運が出てきているように思えます。自分たちの地域に誇りが持てる。そんなことのお手伝いに映画が役立てられたら、と思っています」と話した。